# Pyrrhocorax
Pyrrhocorax es un género de aves paseriformes de la familia de los córvidos, que incluye dos especies comúnmente llamadas chovas. 
Se extienden por Europa, Asia y también en África. Ambas especies están presentes en España.
Son córvidos de color negro, a excepción de las patas y el pico que son de color. El color del pico es la diferencia más clara entre ambas especies si bien esto solo es cierto para los ejemplares adultos. 
Los juveniles de ambas especies tienen un pico anarajando que dificulta su distinción y se debe recurrir a otros parámetros para diferenciarlos.
La chova piquigualda es un ave de altura mientras que la piquirroja vive en zonas más
bajas. Existe, sin embargo, un rango de solape donde puede presentarse cualquiera de las dos especies.

## Especies
- Chova piquigualda Pyrrhocorax graculus  (Linnaeus, 1766)
- Chova piquirroja Pyrrhocorax pyrrhocorax  (Linnaeus, 1758)